# 41795 Wiens
41795 Wiens este o planetă minoră (asteroid), cu un diametru de 8,439 km, din centura de asteroizi. A fost descoperită pe 22 noiembrie 2000 la Haleakalā Observatory⁠(d) de Near Earth Asteroid Tracking. 
Obiectul prezintă o orbită caracterizată de o semiaxă mare de 3,0364073014597 UAi, o excentricitate de 0,16, o înclinație de 9,7 ° în raport cu ecliptica.